# Petit âge glaciaire
Pour les articles homonymes, voir PAG.

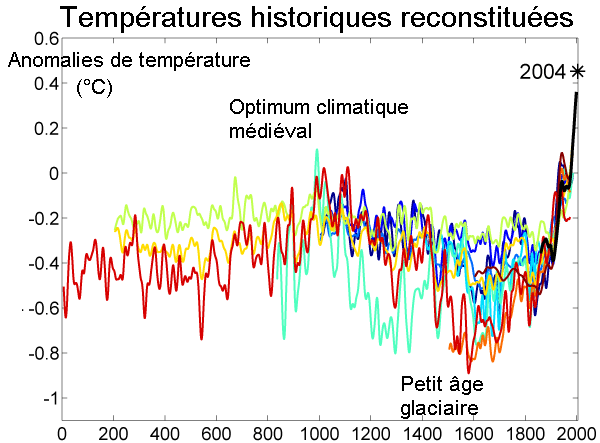
La chronologie des oscillations du petit âge glaciaire varie selon les études, mais toutes s'accordent sur une baisse générale de la température moyenne entre les années 1303 et 1860.
Explication détaillée du graphique (et traduction).

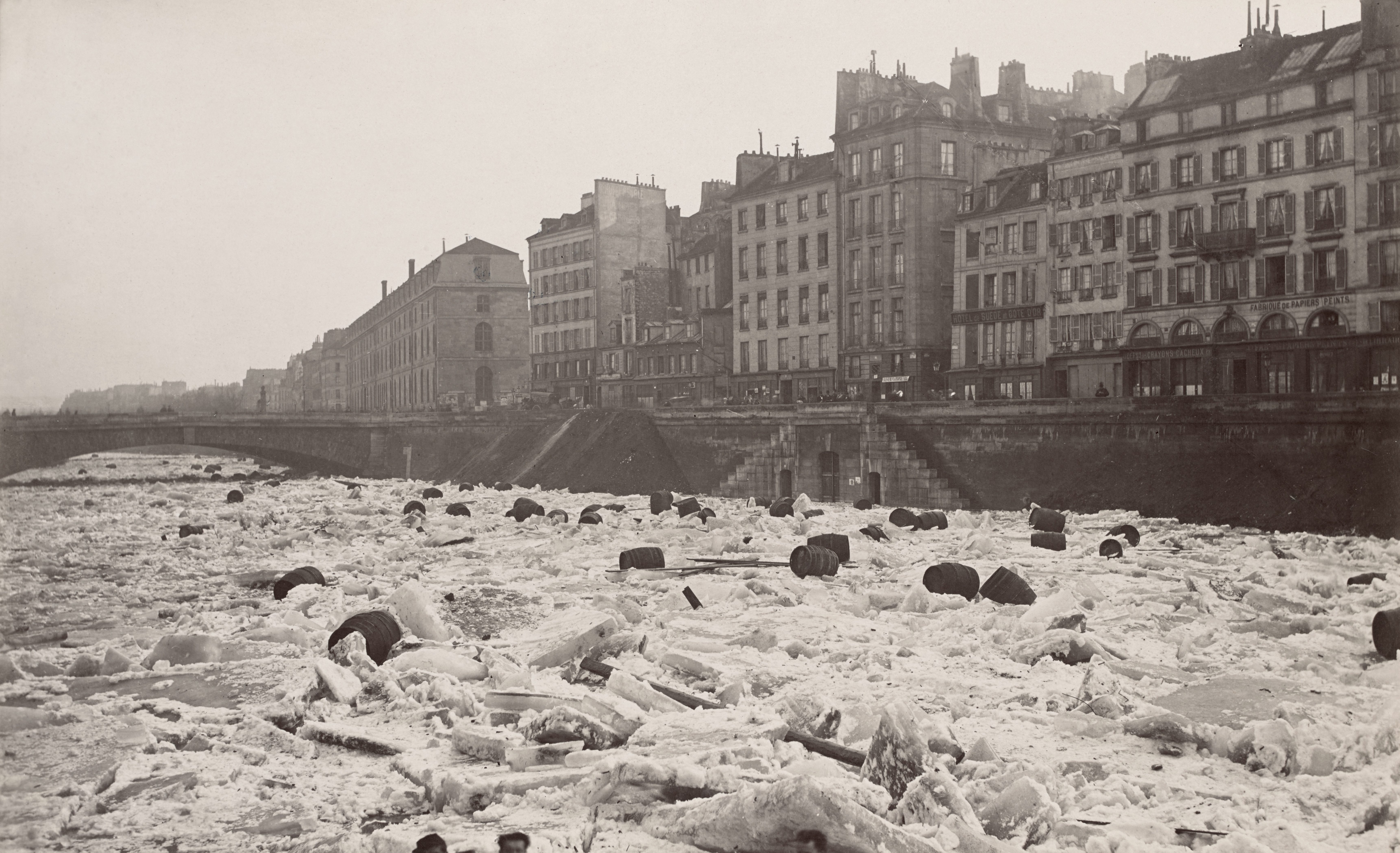
La Seine le 3 janvier 1880.

Le petit âge glaciaire (parfois abrégé en PAG) est une période climatique froide, particulièrement intense dans l'Atlantique nord, ayant approximativement eu lieu entre le début du XIVe siècle et la fin du XIXe siècle. Elle est caractérisée par une série d'hivers longs et froids en Europe et en Amérique du Nord.
Elle porte plusieurs noms, dont  « petit âge de glace », « petite période glaciaire » ou encore « petite glaciation ».
Elle se caractérise par des périodes de crues glaciaires, auxquelles correspondent plusieurs minimums de températures moyennes très nets. Elle succède à l'optimum climatique médiéval (OCM), période plus chaude.
Ce terme est introduit de manière informelle en 1939 par le géologue François E. Matthes pour désigner initialement les 4 000 dernières années.
Cette expression « petit âge glaciaire » est aussi maintenant attribuée à la période qui a suivi les trois éruptions volcaniques massives de 536, 541 et 547 à l'échelle planétaire, éruptions mises en évidence au début du XXIe siècle.

## Origine et persistance

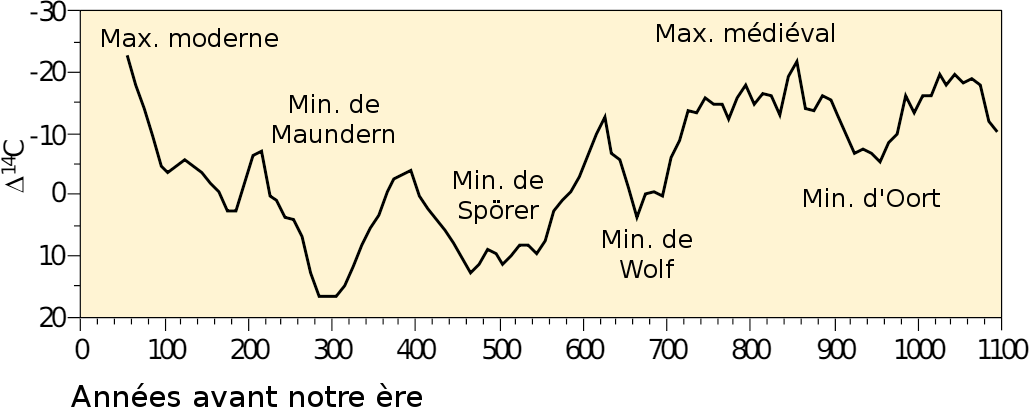
Activité solaire depuis l'an 900, mesurée par la variation dans le bois de la quantité de carbone 14 (plus il y a d'activité solaire, moins il y a de carbone 14 produit dans l'atmosphère et le bois, les vents solaires perturbant les rayons cosmiques qui produisent le carbone 14).

### Paramètres de Milanković
Selon les paramètres de Milanković, le forçage orbital dû aux cycles de l'orbite terrestre autour du Soleil a provoqué, pendant les deux mille dernières années, une tendance au refroidissement dans l'hémisphère nord à long terme, tendance qui s'est poursuivie pendant la période médiévale et le petit âge glaciaire. La vitesse de refroidissement de l'Arctique est d'environ 0,02 °C par siècle. Cette tendance aurait pu être amenée à se poursuivre, conduisant à un véritable âge glaciaire, mais les relevés de température à partir du XXe siècle montrent une inversion soudaine de cette tendance, avec une hausse des températures mondiales attribuée aux gaz à effet de serre.

### Activité volcanique
Plusieurs théories ont été avancées pour expliquer l'existence et surtout la persistance du petit âge glaciaire. La première, fondée sur les découvertes réalisées en stratigraphie, relie le petit âge glaciaire des années 1800 à l'éruption très violente de plusieurs volcans, dont le Tambora. Il est en effet connu que les aérosols expulsés par un certain type de volcan peuvent nettement diminuer l'efficacité du rayonnement solaire. Le début du petit âge glaciaire au XIIIe siècle pourrait ainsi être lié en partie à un phénomène de forçage volcanique.
En 2013, une équipe scientifique française dirigée par Franck Lavigne estime, au regard des éléments analysés, que cette période de refroidissement aurait été causée par l'activité volcanique du volcan indonésien Samalas, qui était entré en éruption en 1257 lors d'une explosion qualifiée de méga-colossale,.

### Diminution de l'activité solaire
Une seconde explication, non nécessairement contradictoire, serait à trouver dans l'effet de l'activité du Soleil. Il semble qu'elle ait été particulièrement faible pendant une bonne partie de la période du petit âge glaciaire. Au cours de la période 1645-1715, dans le milieu du petit âge glaciaire, il y a eu une période de faible activité solaire connue sous le nom de minimum de Maunder. Le minimum de Spörer a également été identifié avec une période de refroidissement significatif entre 1460 et 1550. Le dernier minimum que l'on peut associer à cette période est le minimum de Dalton, qui a eu lieu entre 1790 et 1830. D'autres indicateurs de la faible activité solaire durant cette période sont les niveaux d'isotopes du carbone 14 et du béryllium 10. Miller et al. (2012) lient le petit âge glaciaire à « une longue période inhabituelle d'activité volcanique avec quatre grandes éruptions volcaniques tropicales riches en soufre explosif, chacune avec une charge globale de sulfate supérieure à 60 GT » et notent que « des changements importants dans l'irradiance solaire ne sont pas nécessaires ».

### Dérive nord-Atlantique
Une altération du Gulf Stream est évoquée par Wallace S. Broecker comme ayant également pu contribuer au petit âge glaciaire. Cette explication n'est cependant pas acceptée par tous[réf. souhaitée].

### Lien avec l'écroulement de la population amérindienne à la suite de l'arrivée des Européens
D'après une étude menée par quatre géographes de l'University College de Londres et de l'université de Leeds, les Pandémies décimant les peuples amérindiens (en), dont ils estiment la baisse des effectifs à 90 % en un siècle, passant de 60 millions à 4 millions en 1600, ont entraîné l'abandon de terres sur lesquelles la nature a repris ses droits. Le retour de forêts et de savanes sur environ 60 millions d'hectares aurait provoqué par photosynthèse le retrait d'une quantité non négligeable de CO2 de l'atmosphère, de 7 à 10 ppm, soit l'équivalent de deux ans de rejets de CO2 au début du XXIe siècle. Selon les auteurs de cette étude, cette chute de la concentration en CO2, un gaz à effet de serre, aurait entraîné, entre autres facteurs, le petit âge glaciaire. Cette modification du taux atmosphérique de CO2 pourrait montrer que l'impact humain sur le climat précède l'ère industrielle.

## Question des bornes temporelles
Aucune date précise ne fait l'unanimité pour marquer le début du petit âge glaciaire : plusieurs événements, plus ou moins anciens, sont cités comme en faisant potentiellement partie, avant la date du premier minimum climatique avéré. À partir du XIIIe siècle, la banquise de l'Atlantique nord s'étend vers le sud, de même que les glaciers du Groenland. En 1315, débutent trois années de pluies torrentielles, point de départ d'une période météorologique mouvementée qui dure jusqu'au XIXe siècle. L'avancement des glaciers est attesté en plusieurs régions du monde durant ces quelque cinq siècles, mais une reconstitution de leur progression à partir de mesures de terrain montre qu'elle est restée limitée entre 1600 et 1850. C'est surtout le retrait des glaciers au XXe siècle qui sera spectaculaire.
Quelques grands événements climatiques peuvent donc être soulignés comme des points de repère d'un petit âge glaciaire s'étendant du XIIIe siècle au milieu du XIXe siècle :
- 1250 : début de l'extension de la calotte glaciaire en Atlantique ;
- 1300 : les étés jusqu'alors chauds cessent de l'être de façon nette ;
- 1315 : précipitations soutenues et grande famine de 1315-1317 ;
- 1550 : début théorique de l'expansion mondiale des glaces ;
- 1650 : premier minimum climatique.

La fin du petit âge glaciaire est fixée au milieu du XIXe siècle.
D'après Emmanuel Le Roy Ladurie, l'un des précurseurs de l'étude de l'histoire du climat en France, il serait raisonnable de prendre comme limites du petit âge glaciaire en Europe, d'une part, le début du XIVe siècle (de nombreux étés frais et d'hivers rudes, plus nombreux qu'au XIIIe siècle, qui fait partie de l'optimum climatique médiéval), et, d'autre part, les années 1860. Les dernières découvertes semblent mettre en évidence trois phases particulièrement virulentes au sein du petit âge glaciaire : de 1303 à 1380, le dernier tiers du XVIe siècle et de 1815 à 1860.

## Caractéristiques et conséquences
Le petit âge glaciaire correspond concrètement à un léger refroidissement climatique, de l'ordre de moins de 1 °C. Cette diminution peut paraître faible, mais elle a été suffisante pour provoquer des hivers rigoureux et ralentir les activités humaines, notamment la production agricole, en particulier au XVIIe siècle. Des archives historiques ou commerciales, des peintures de l'époque témoignent d'hivers rudes et enneigés. En Savoie, on organise même des processions dans l'espoir de conjurer l'avancée des glaces. Le paroxysme de froid est atteint entre les années 1570 et 1730.

### Hémisphère nord

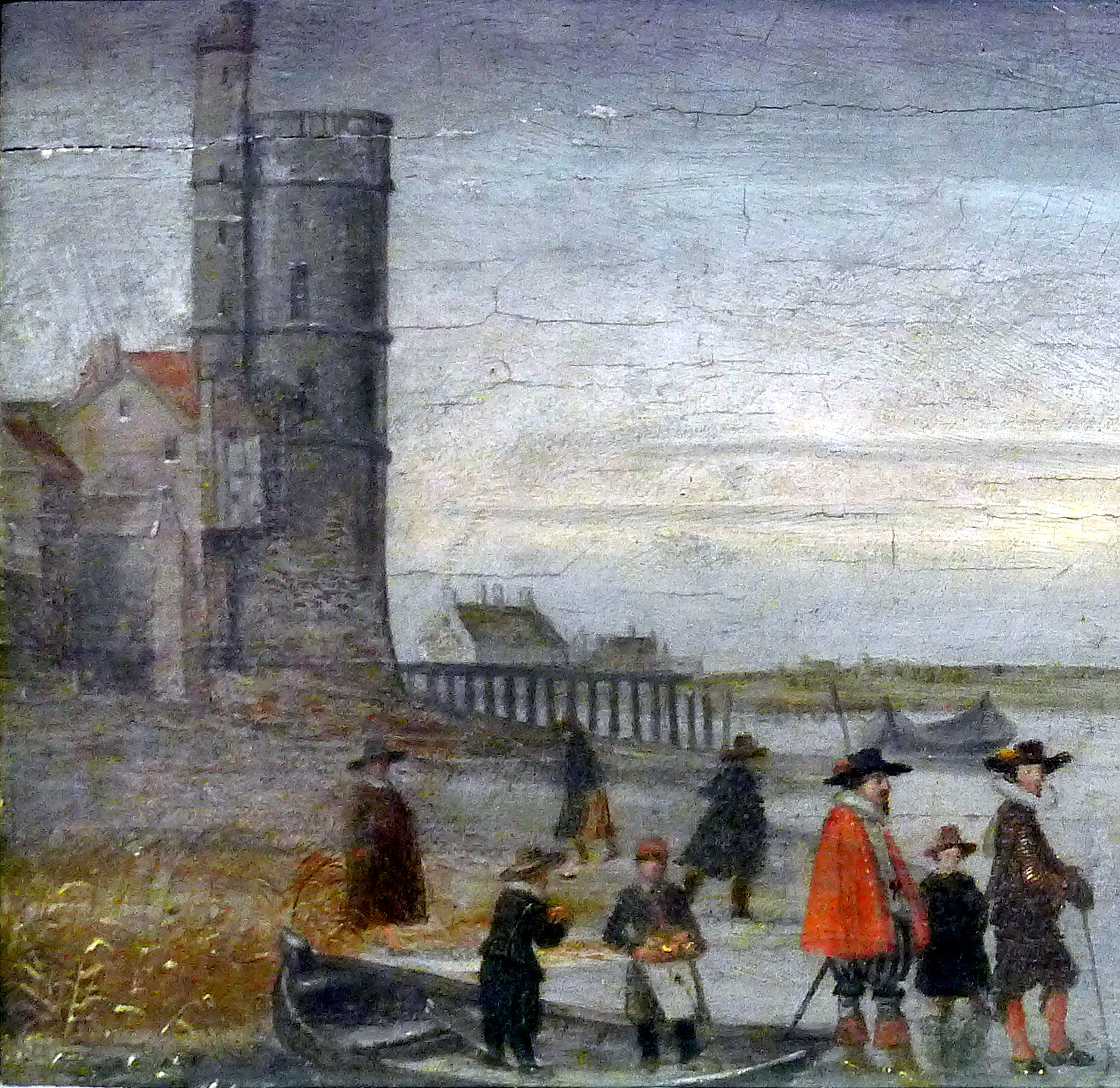
École française du XVIIe siècle, Patineurs sur la Seine en 1608, détail, Paris, musée Carnavalet. La tour de Nesle lors du Grand Hiver de 1607-1608, au cours duquel la Seine gela.

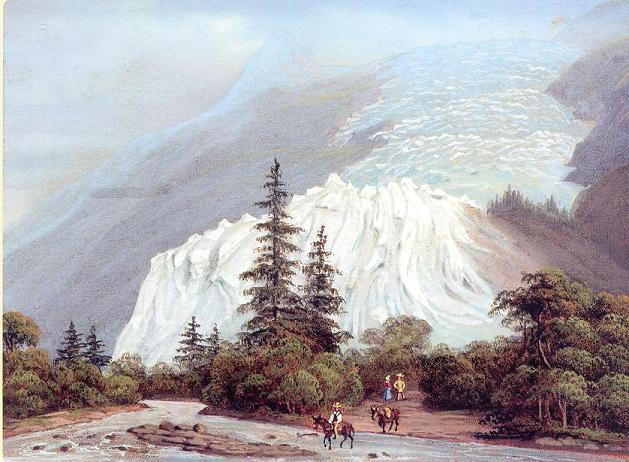
Vers le milieu du XIXe siècle, le glacier des Bossons est à son avancée maximale. Au début des années 2000, la limite de ce même glacier se trouve plus de 1200 mètres en arrière.

Le petit âge glaciaire a surtout été décrit et commenté en Europe et en Amérique du Nord, bien que d'autres régions du monde aient été concernées. Au milieu du XVIIe siècle, les glaciers des Alpes suisses avancent rapidement, engloutissant fermes et villages. En Angleterre, la Tamise gèle (pour la première fois en 1607, en 1684, dont l'hiver entraîne un très grand coup de froid, et pour la dernière fois en 1814) ; quand bien même certains aménagements urbains, des ponts notamment, aient pu favoriser le phénomène en entravant le flux des eaux, la fréquence de l'événement est un bon exemple de la persistance du refroidissement en Europe. De la même façon, les embâcles sont fréquents dans presque toutes les rivières. Les canaux et rivières des Pays-Bas se muent en glace lors de plusieurs hivers ; ainsi celui de 1794-1795, pendant lequel la cavalerie française menée par Charles Pichegru s'empare de la flotte hollandaise, prise dans les glaces. Lors de l'hiver de 1780, la zone fluviale de New York (New York Harbor) devient solide : on marche entre Manhattan et Staten Island ; les liaisons de commerce par voie maritime sont bloquées.
Sous Louis XIV, la Seine gèle à plusieurs reprises en hiver et on est obligé, à Paris, de débiter le vin des tonneaux à la hache. L'hiver 1709 est particulièrement glacial en France.
Tous ces hivers particulièrement rigoureux affectent plus ou moins directement et violemment la vie des populations.

### Hémisphère sud
La majorité des études montrent que l'hémisphère sud a été affecté de manière moindre et essentiellement indirecte par le Petit Âge Glaciaire. Toutefois des analyses d'éléments de calotte corallienne prélevés au sud-est de la Nouvelle-Calédonie révèlent une possible influence du petit âge glaciaire dans le Pacifique sud-ouest tropical, avec un refroidissement moyen ayant pu atteindre un degré Celsius. Elles montrent aussi que le phénomène El Niño n'aurait subi aucune variation de force ou de fréquence, même durant la période la plus froide.

## Éléments historiques et culturels
Le petit âge glaciaire, comme l'optimum médiéval, a eu un impact réel et prolongé sur les sociétés humaines, la faune et la flore de nombreux pays, surtout en Europe et en Amérique du Nord, de même que dans l'art — la peinture flamande a été marquée par les paysages d'hiver enneigés aux canaux et fleuves gelés. Cette situation climatique est par exemple invoquée pour expliquer la disparition de la colonie norvégienne du Groenland. 
Certains hivers sont restés tristement célèbres par le nombre de morts recensés à cause du froid intense et des famines. Ainsi, sous le règne de Louis XIV, les années 1693 et 1694 voient mourir entre 1,5 et 2 millions de Français et la fin de son règne a été marquée par l'hiver de 1709, qui a connu sept vagues de froid dont la deuxième fut selon Saint-Simon particulièrement dure (la température descend en dessous de −16 °C, faisant perdre la plupart des fruitiers, noyers, oliviers et pieds de vigne). Néanmoins cet hiver a causé bien moins de morts que les précédents grâce notamment à l'autorisation donnée par les pouvoirs publics de semer de l'orge au printemps, alors qu'on manquait de grain ; on a ensuite parlé du « miracle de l'orge », rappelle l’historienne Anouchka Vasak. 

### Adaptation des sociétés humaines
À l'époque les vins et les récoltes se conservent mal, rarement plus d'un an. En période de grand froid la production des jardins individuels et des vergers chute très fortement, mais pas chaque hiver (outre les températures, les dates de premières et de dernières gelées sont déterminantes pour les cultures). Parfois les moulins à eau ne sont plus utilisables (bloqués trois mois par la glace en Moselle selon des témoignages d'époque), alors que les bateliers sont également fortement affectés par les périodes de gel. Ces communautés ont notamment été étudiées par une thèse pour la ville de Metz. Ainsi apparaît l'utilisation des skis, traîneaux, raquettes et patins à glace qui permet des déplacements gratuits et rapides, jusqu'à 200 km par jour sur les canaux et lacs intérieurs, note le géographe Alexis Metzger. Le vin se raréfie en Moselle au profit de cervoises. C'est à cette époque qu'on invente le brise-glace pour apporter de l'eau potable à Amsterdam.
Au moyen de données quantitatives, économiques, archives des lois, etc., les scientifiques d'aujourd'hui s'intéressent notamment à la résilience et à la vulnérabilité sociale au climat. Laurent Litzenburger, auteur d'une thèse sur la vulnérabilité de Metz face au climat de la fin du Moyen Âge note qu'à cette époque on ne commémore pas les victimes, la tendance est plutôt à l'oubli et à la remise en route des activités humaines. 
On manque de sources précises et chiffrées sur la météorologie de la période médiévale (avant le siècle des Lumières, on ne mesurait pas les températures), mais les scientifiques traquent dans les textes les descriptions semi-objectives ou quasi-objectives telles que dates de vendanges, signalements, marques et dates de gel de fleuves, de débâcle, de crues exceptionnelles (conservées par exemple sur des ponts médiévaux). Les populations ont dû chercher divers moyens d'adaptation à cette période froide, dont on trouve des indices ou preuves dans les archives.
Alors que la revue française La Météorologie était encore fixiste (ne croyant pas au réchauffement du XXe siècle ni au recul des glaciers), Emmanuel Le Roy Ladurie a lancé la collecte aussi systématique que possible de données climato-historiques, ensuite mises en séries, un travail plus facile pour la Chine et l'Europe qui disposent de plus d'archives écrites anciennes. Christian Pfister fait de même sur des séries depuis 30 ans sur la base d'une méthode standardisée, de manière à pouvoir comparer les sources écrites aux archives naturelles (dendroclimatologie, carottes glaciaires, récifs coralliens, sédiments lacustres). Par exemple un journal daté de la fin du XVIe siècle indiquait la 1re neige début octobre aux Pays-Bas, et un record a été signalé à l'époque, une gelée observée fin août. Ces séries temporelles de données permettent aux historiens de mettre en relation des événements historiques avec des épisodes climatologiques particuliers induisant notamment des disettes voire des famines qui elles-mêmes suscitent des frondes, voire des révolutions. 
Le pasteur David Fabricius, durant vingt ans, note les changements du temps, avec plus de cent mots différents pour désigner le froid. Et de 1580 à 1612 d'autres météophiles passionnés ont fait de même en archivant leurs observations météorologiques, parfois quotidiennes. On sait ainsi que le petit âge glaciaire n'a pas été homogène, avec un « hyper » petit âge glaciaire de 1303 à 1860 selon Leroy-Ladurie, qui insiste néanmoins sur le fait que même au sein de cette période il y a eu des variations importantes.
Les morts de famines ou de maladie sont nombreux, mais les collectivités et populations paysannes et urbaines s'adaptent peu à peu, en ayant pu encourager une accélération des moyens de substitution (moulins à vent plutôt que moulins à eau). Le cas de Kinderdijk (dont certains moulins sont construits durant le petit âge glaciaire) au Pays-Bas pourrait illustrer ce changement (protection contre les inondations du polder de Lek, induisant une possible construction durant une période d'intervalle chaudeentre les "petits âges glaciaires". Ainsi, on ne peut clairement déterminé si l'un des cycles de froid du petit âge glaciaire a été à l'origine de leur construction. La culture du turneps (sorte de gros navet) pour nourrir les bestiaux[réf. souhaitée] a également pu être encouragée. De grands greniers sont construits et utilisés comme banques alimentaires, à l'image de Metz, mais les stocks doivent être vendus rapidement car le grain se conserve mal et ils ne fournissent que deux à trois mois de vivres lors des périodes les plus froides. Devant ces vicissitudes, les physiocrates et philosophes font évoluer l'agronomie en y intégrant les aléas du temps[réf. souhaitée]. 
Les travaux des historiens du climat montrent que pour l'optimum climatique médiéval, tout comme pour le petit âge glaciaire, les températures moyennes de l'hémisphère nord, selon les archives naturelles[Quoi ?], n'ont varié que de quelques dixièmes de degré, mais localement, aux Pays-Bas notamment, les variations du niveau de la mer et du climat ont été bien plus marquées et ressenties.

### En architecture
L'abondance des chutes de neige entraîne une modification de la pente des charpentes des maisons. Les maisons médiévales ont un toit pointu d'une pente supérieure à 45°, qui facilite l'étanchéité ; à l'inverse, l'accumulation de neige conduit à réduire la pente, comme sur les chalets de montagne, afin d'éviter un arrachement de la toiture au moment du dégel, par le glissement de la neige et de la glace accumulées au cours de l'hiver. En abaissant la pente du toit, on privilégie une fonte progressive sur la toiture.[réf. nécessaire]

### Le petit âge glaciaire et les arts

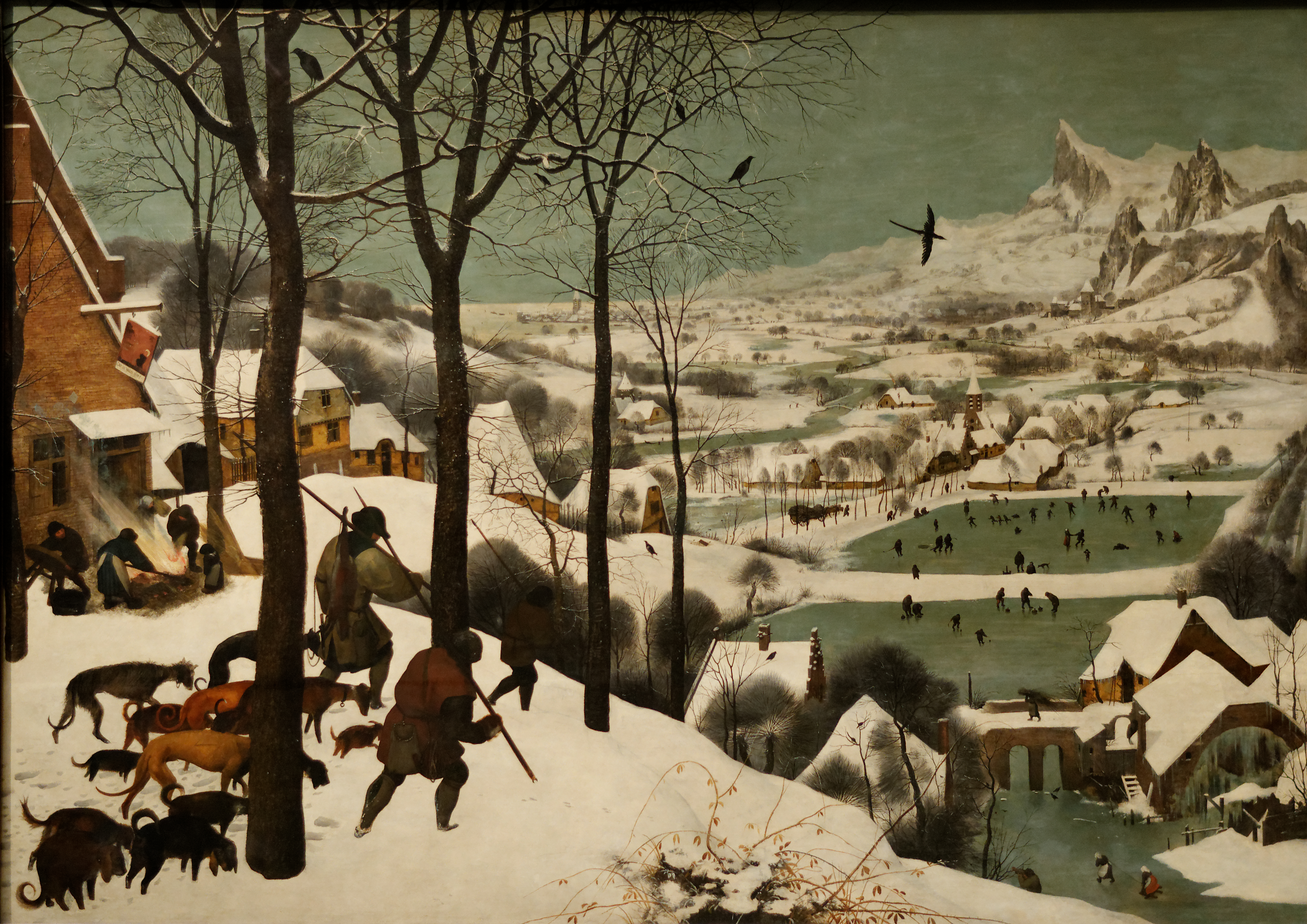
Pieter Brueghel l'Ancien, Chasseurs dans la neige, 1565, musée d'Histoire de l'art de Vienne. Le cycle des mois : janvier.

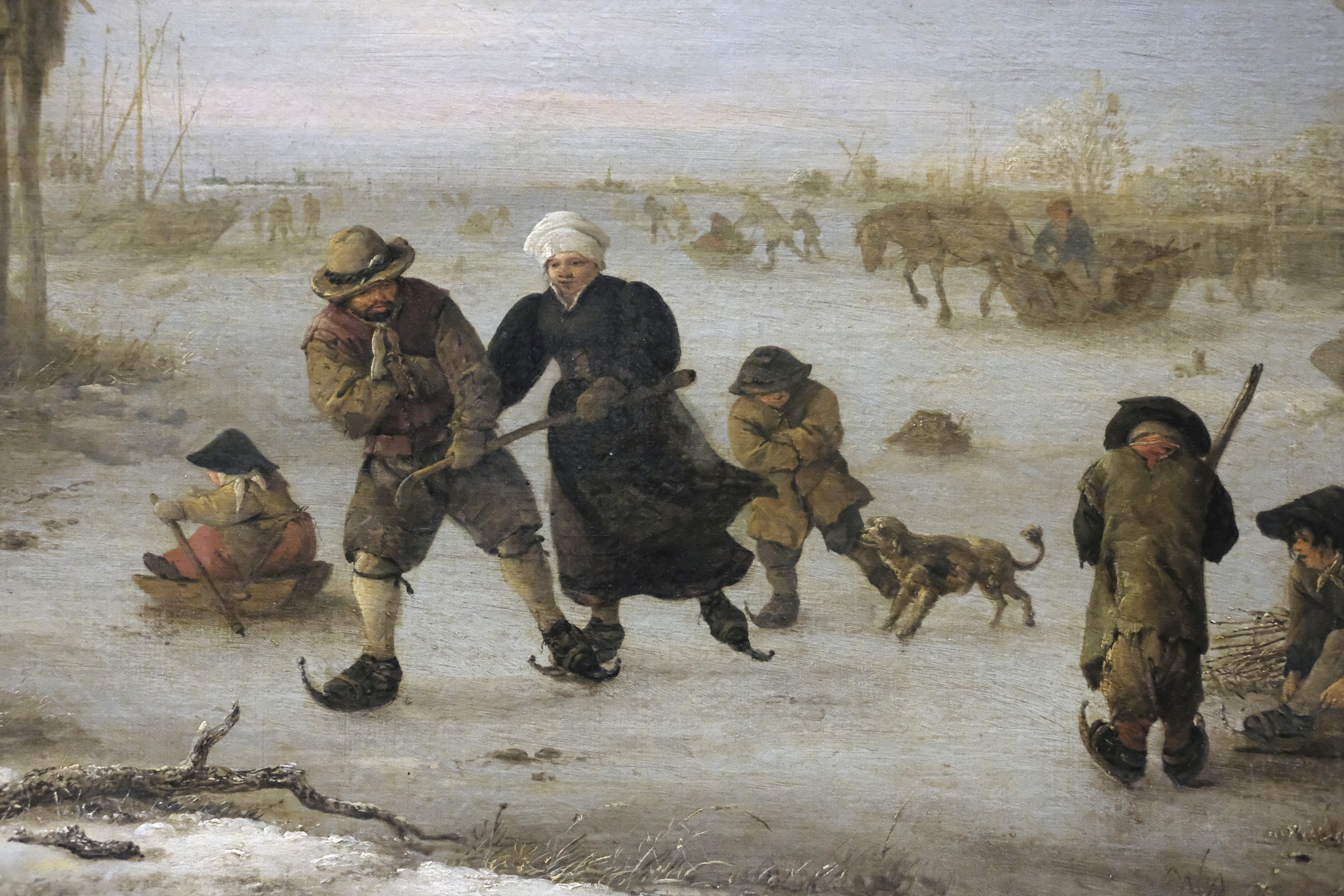
Isaac van Ostade, La Rivière gelée (détail), 1644-1647, huile sur toile, Paris, musée du Louvre.

Le petit âge glaciaire s'est trouvé représenté en peinture, principalement à travers des tableaux de paysages. Un exemple fameux est à trouver chez Pieter Brueghel l'Ancien et son fils Pieter Brueghel le Jeune, peintres flamands de la Renaissance. La peinture européenne est d'ailleurs assez riche en ce qui concerne les illustrations des effets du petit âge glaciaire sur la vie quotidienne, que ce soit en ville ou dans les premières vallées habitées.
Dans son ouvrage Weather (1981), William James Burroughs analyse la représentation picturale de l'hiver. Il constate que la majeure partie des peintures traitant ce thème ont été produites entre 1565 et 1665, ce qui correspond à un déclin climatique enregistré dans les glaces à partir de 1550. Très peu de représentations hivernales ont été dénombrées avant cela. Il est probable que l'hiver particulièrement rude de 1565 ait inspiré de nombreux artistes et des représentations originales, et que cette mode se soit étiolée à la faveur de la remontée des températures et du fait que le thème ait été suffisamment traité. On peut noter que toutes les peintures de Bruegel l'Ancien où la neige est souvent un élément central ont été réalisées en 1565. Son fils ayant fait de nombreuses copies des œuvres de son père, il est difficile de tirer des conclusions sur le climat de 1570 à 1600 à partir de ces seules peintures. Les thèmes du petit âge glaciaire apparaissent dans la peinture danoise après l'hiver de 1608. Entre 1627 et 1640, la production s'amoindrit, ce qui correspond à un réchauffement léger des températures. Par contre, le déclin final des peintures traitant de l'hiver ne coïncide pas avec une amélioration franche des conditions climatiques : Burroughs avance donc que l'effet de mode a joué, peut être notamment pour mettre en valeur une culture néerlandaise différente de la culture espagnole : 1565, l'hiver le plus sévère du XVIe siècle est montré par Brueghel avec notamment Chasseurs dans la neige. De même en 1608 aux Pays-Bas insiste-t-on sur le froid, la neige et la glace dans les tableaux. On a récemment montré que les peintures de grands maîtres semblent avoir privilégié les périodes très froides pour en faire un style national alors que les sources historiques montrent qu'il y avait durant cette période aussi des hivers où les fleuves ne gelaient pas. A. Metzger et T. Martine parlent de « géoclimatologie culturelle ». Il semble y avoir eu une vogue de tableaux présentant les fêtes et le patinage hivernal aux Pays-Bas, peut-être pour se différencier de l'envahisseur espagnol. Le contraste entre le tableau du Greco Vue de Tolède dans des tons de verts et de bleus froids et angoissants et celui de Pieter Brueghel l'Ancien, Paysage d'hiver avec patineurs et trappe aux oiseaux, dans des tons orangés rassurants de douceur, est en effet, très sensible.